# ندفة الثلج

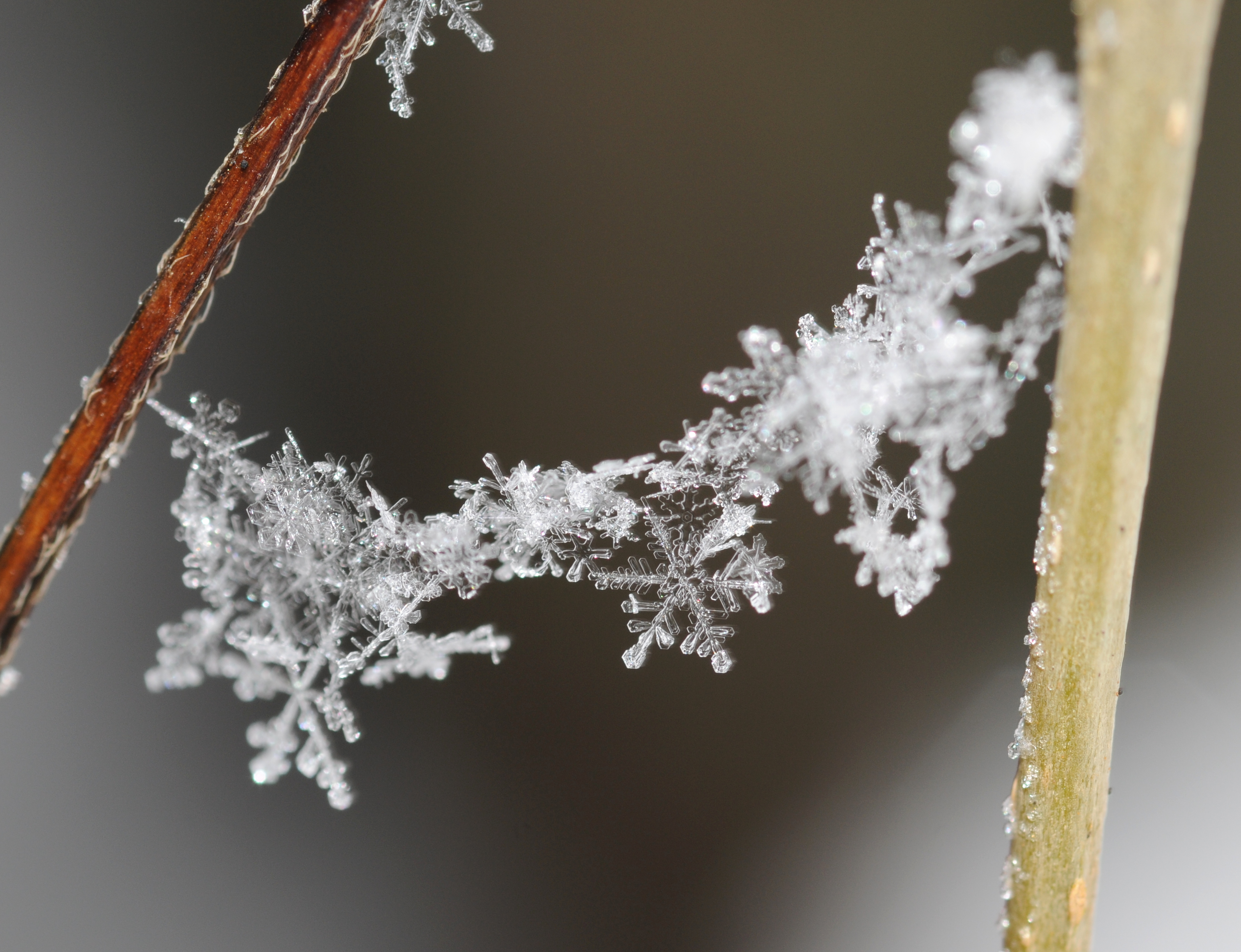
نُدْف ثلجٍ متساقطةٌ حديثًا

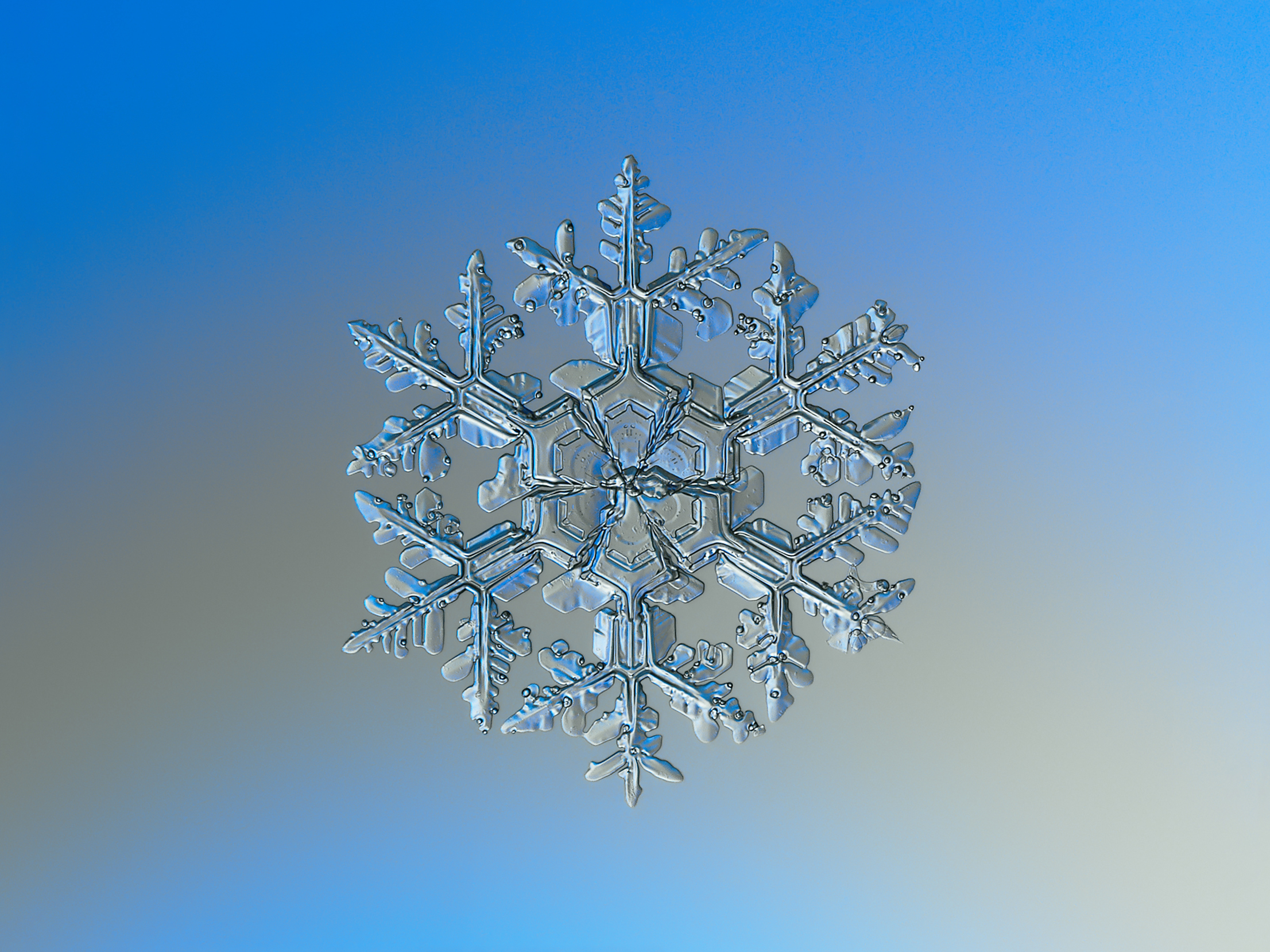
صورةٌ دقيقةٌ لندْفة الثلج الطبيعية

نُدْفَة الثّلْج(1) هي بلورةٌ جليدٍ مفردةٌ، كانت قد بلغت حجمًا كافيًا، وقد تكون اندمجت مع بلوراتٍ أُخرى، ثم تسقط عبر غلاف الأرض الجوي على شكل ثلج. تتَنَوَّى كُل ندْفةٍ حول جزيء غبارٍ في كتلٍ هوائيةٍ فائقةُ التشبع، وذلك عن طريق جذب قطرات الماء السحابية مفرطة التبريد، والتي تتجمد وتتراكم على شكلٍ بلوري. تتولدُ الأشكال المعقدة عندما تتحرك الندْفة عبر مناطق مختلفة الحرارة والرطوبة في الغلاف الجوي، بحيث تختلف الندفات الفردية في التفاصيل عن بعضها البعض، ولكن يُمكن تصنيفها ضمن ثمانية أصنافٍ واسعةٍ وما لا يقلُ عن 80 شكلٍ متغيرٍ فرديٍ. تضمُ الأشكال الأساسية المكونة لبلورات الجليد، والتي قد تتراكبُ مع بعضها البعض: الإبرة والعمود والصفيحة والصقيع. يظهر الثلج باللون الأبيض، وذلك على الرغم من تكونه من جليدٍ صافٍ، ويرجع ذلك إلى الانعكاس العشوائي لكامل طيف الضوء بواسطة الأوجه البلورية الصغيرة لنُدف الثلج.

## التركيب
تتنوى نُدْفة الثلج حول جزيئاتٍ معدنيةٍ أو عضويةٍ في كتل هوائية مشبعةٍ بالرطوبة تحت التجميد. تنمو عن طريق تراكم البلورات الأولية في تشكيلاتٍ سداسية، وتترابط فيما بينها أساسًا بقوًى كهرسكونيّة.

### النواة
يجب أن تكون جسيمات الهباء الجوي أو نواة الجليد (بالإنجليزية: ice nucleus)‏ موجودةً في (أو على اتصالٍ مع) القطرة لتكون نواةً في السحب الدافئة. تُعد الجسيمات التي تصنع نوى الجليد نادرة جدًا مقارنةً بالنوى التي تتشكل عليها قطرات السحب السائلة، وبالرغم من هذا، إلا أنه من غير المفهوم حتى الآن ما الذي يجعلها فعالةً. قد يكون الطين والغبار الصحراوي والجزيئات الحيوية فعالةً، على الرغم من عدم وضوح إلى أي مدى. تشتمل النوى الاصطناعية على جزيئات يوديد الفضة والثلج الجاف، وهي تُستخدم لتحفيز الترسيب في استمطار السحب. تُظهر التجارب أن التنوي "المتجانس" للقطرات السحابية يحدث فقط في درجات حرارةٍ أقل من -35 درجة مئوية (-31 درجة فهرنهايت).

### النمو

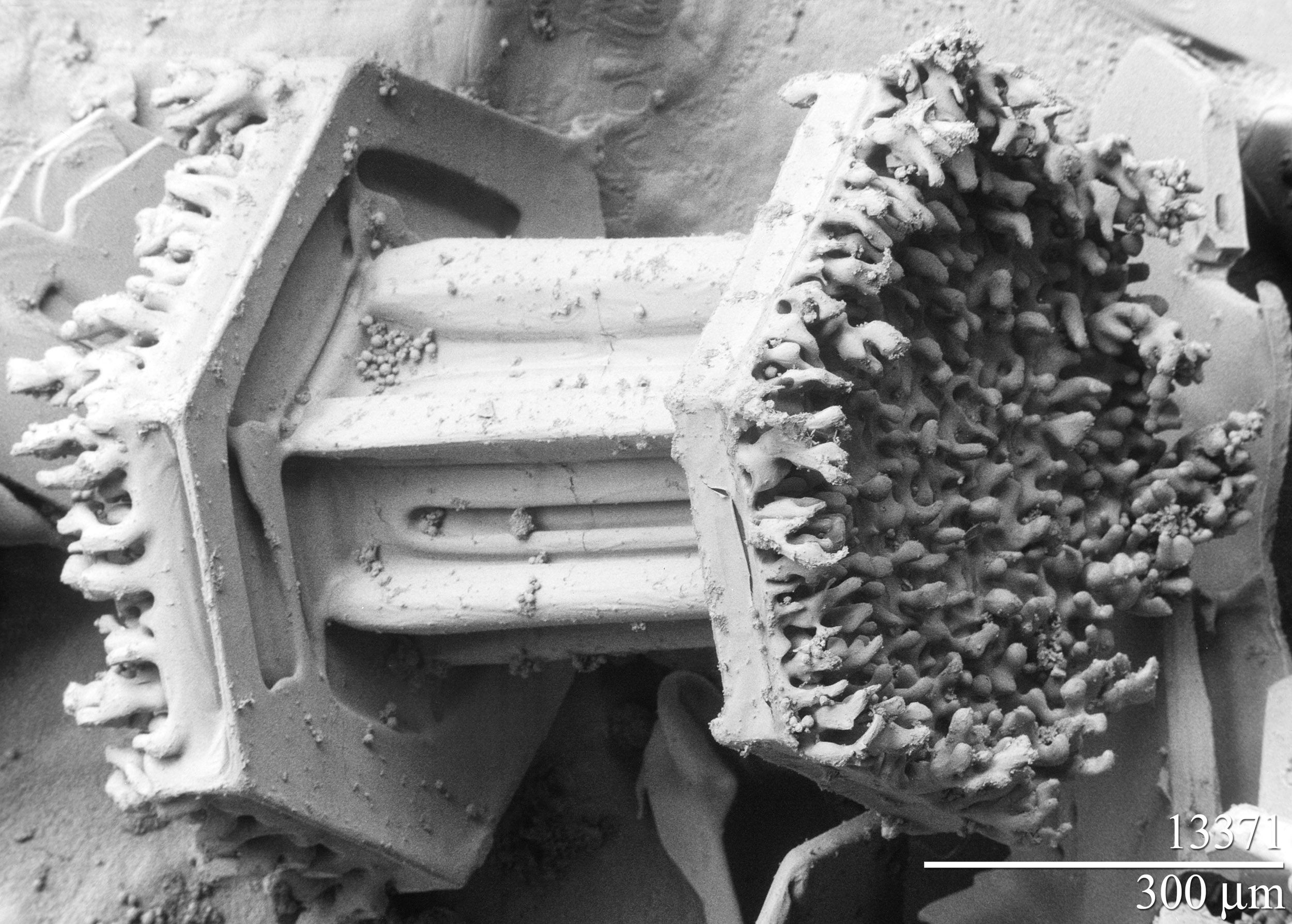
صورةٌ بالمجهر الإلكتروني الماسح لصَقِيع حُبَيبي على طرفي ندفة عمود مُغطَّى

بمجرد أن تتجمد قطرة الماء على هيئة نواةٍ جليديةٍ، فإنها تنمو في بيئةٍ فائقة التشبع -حيث تتواجد رطوبة السائل مع الجليد بعد نقطة توازنها عند درجات حرارةٍ أقل من درجة التجمد. ثم تنمو القطرة عبر ترسيب جُزيئات الماء في الهواء (البخار) على سطح بلورة الجليد حيث تتجمع. نظرًا لأنَّ قطرات الماء أكثر عددًا بكثير من بلورات الجليد؛ وذلك بسبب وفرتها الهائلة، فإنَّ البلورات قادرةٌ على النمو حتى يصل حجمها إلى مئات الميكرومترات أو المليمترات على حساب قطرات الماء، وتُعرف هذه العملية باسم عملية ويجنر-بيرجيرون-فينديزن. يتسبب النضوب المقابل لبخار الماء في تبخر القطرات، مما يعني أنَّ بلورات الجليد تنمو على حساب القطرات. هذه البلورات الكبيرة هي مصدر فعال لهطول الأمطار؛ وذلك لأنها تسقط في الغلاف الجوي بسبب كتلتها، وقد تصطدم وتلتصق ببعضها البعض في مجموعاتٍ أو تجمعات، وعادةً ما تكون هذه التجمعات هي جسيمات الجليد التي تسقط على الأرض. تُشير موسوعة غينيس للأرقام القياسية أكبر تجمعاتٍ ندفاتٍ ثلجيةٍ في العالم، وهي التي حدثت في يناير/كانون الثاني 1887 م في فورت كيوغ [الإنجليزية] في مونتانا، والتي يُزعم أن عرضها يبلغ 38 سم (15 بوصة) -خارج النطاق الموثق عادةً لتجمعات ندفات الثلج والتي يبلغ عرضها ثلاث أو أربع بوصات. لُوحظت بلوراتٌ مفردةٌ بحجم دايم (قطرها 17.91 ملم). تكون ندفات الثلج مغلفةٌ على شكل كرات من الضريب تُعرف باسم البرد الدقيق (Graupel).

### المظهر

#### اللون

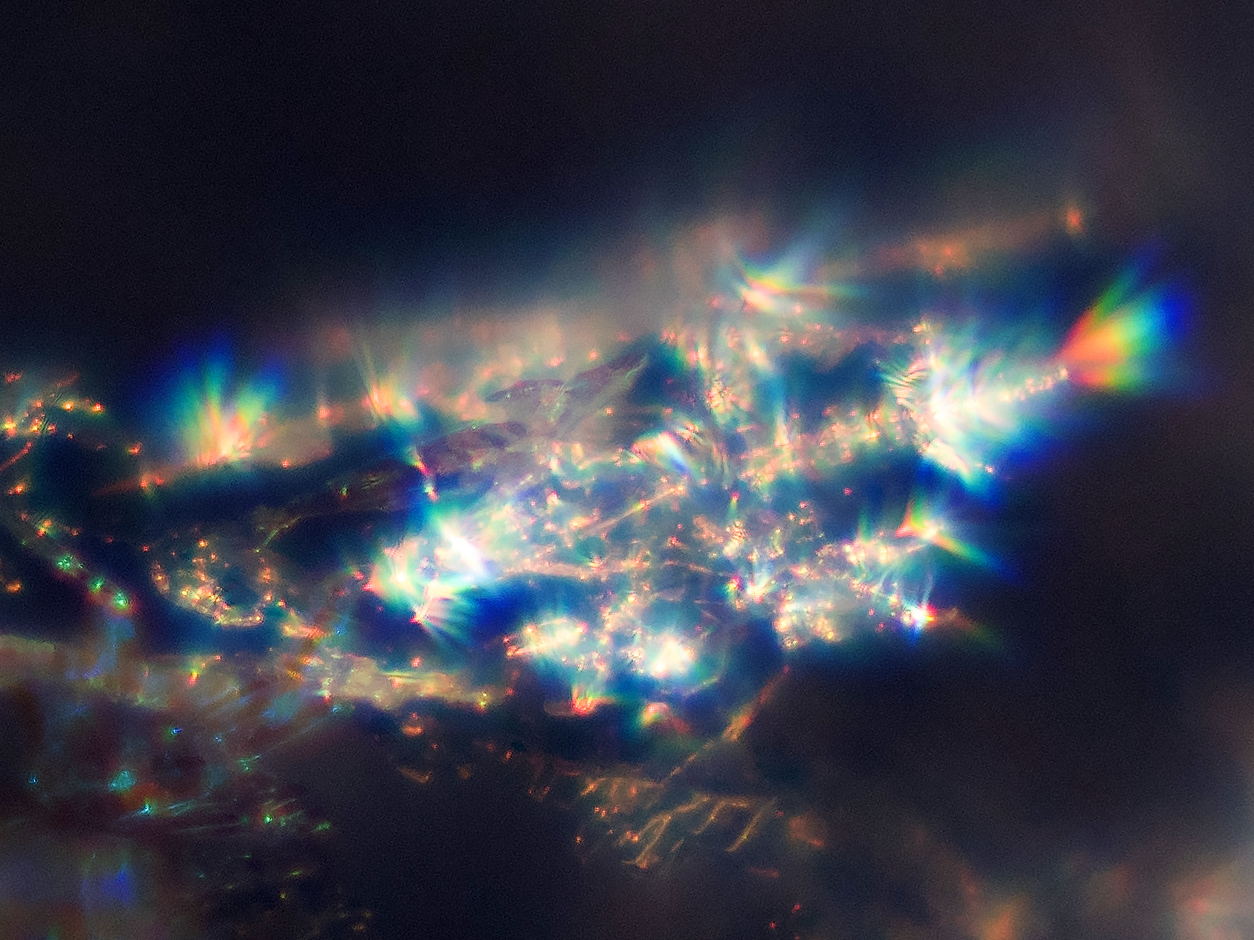
تكون بلورات الثلج منشوراتٍ صغيرة في ضوء الشمس المباشر القوي

على الرغم من أنَّ الجليد في حد ذاته صافٍ، إلا أنَّ الثلج يظهر عادةً باللون الأبيض؛ وذلك بسبب الانعكاس المنتشر للطيف الكامل للضوء عن طريق تشتت الضوء بواسطة الأوجه البلورية الصغيرة لنُدف الثلج التي يتكون منها.

#### الشكل
يُحدد شكل ندفة الثلج عمومًا من خلال درجة الحرارة والرطوبة التي تتكون عندها. نادرًا، عند درجة حرارة حوالي 2 درجة مئوية (28 درجة فهرنهايت)، قد تتكون رقاقات الثلج في تناظرٍ ثلاثي -نُدف ثلجية مُثلثة. تكون معظم جزيئات الثلج غير منتظمة الشكل، وذلك على الرغم من تصويرها الشائع على أنها متناظرة. من غير المحتمل أن تكون أي ندفتين متشابهتين بسبب ما يقدر بـ1019 (10 كوينتيليون) جزيء ماء والتي تشكل ندفة ثلجية نموذجية، والتي تنمو بمعدلاتٍ وأنماطٍ مختلفة اعتمادًا على تغير درجة الحرارة والرطوبة داخل الغلاف الجوي التي تتساقط ندفة الثلج وهي في طريقها إلى الأرض. نُدف الثلج التي تبدو متطابقة، ولكنها قد تختلف على المستوى الجزيئي، تم إنماؤها في ظل ظروفٍ خاضعة للرقابة.
على الرغم من أنَّ نُدف الثلج ليست متماثلة تمامًا أبدًا، فإنَّ نمو ندفة الثلج غير المتجمعة غالبًا ما يقارب ستة أضعاف التماثل الشعاعي، الناتج عن البلوري التركيب السداسي للجليد. في تلك المرحلة، تكون ندفة الثلج على شكل سداسيٍ دقيق. ثم تنمو "الأذرع" الستة للثلج، أو التشعبات، بشكلٍ مستقل عن كل ركن من أركان الشكل السداسي، بينما ينمو جانبي كل ذراع بشكل مستقل. تتغير البيئة الدقيقة التي تنمو فيها ندفة الثلج ديناميكيًا حيث تتساقط ندفة الثلج عبر السحابة وتؤثر التغيرات الطفيفة في درجة الحرارة والرطوبة على الطريقة التي تلتصق بها جزيئات الماء بالثلج. نظرًا لأنَّ البيئة الدقيقة (وتغيراتها) متطابقة تقريبًا حول ندفة الثلج، فإنَّ كل ذراع يميل إلى النمو بنفس الطريقة تقريبًا. ومع ذلك، فإنَّ التواجد في نفس البيئة الدقيقة لا يضمن أن تنمو كل ذراع بالطريقة نفسها؛ في الواقع، بالنسبة لبعض الأشكال البلورية، لا يحدث ذلك لأنَّ آلية النمو البلوري الأساسية تؤثر أيضًا على مدى سرعة نمو كل منطقة من سطح البلورة. تشير الدراسات التجريبية إلى أنَّ أقل من 0.1% من نُدف الثلج تُظهر الشكل المثالي المتماثل بستة أضعاف. في كثيرٍ من الأحيان لوحظت اثني عشر ندفة ثلجية متفرعة؛ تُحافظ على التناظر السداسي.

## التصنيف

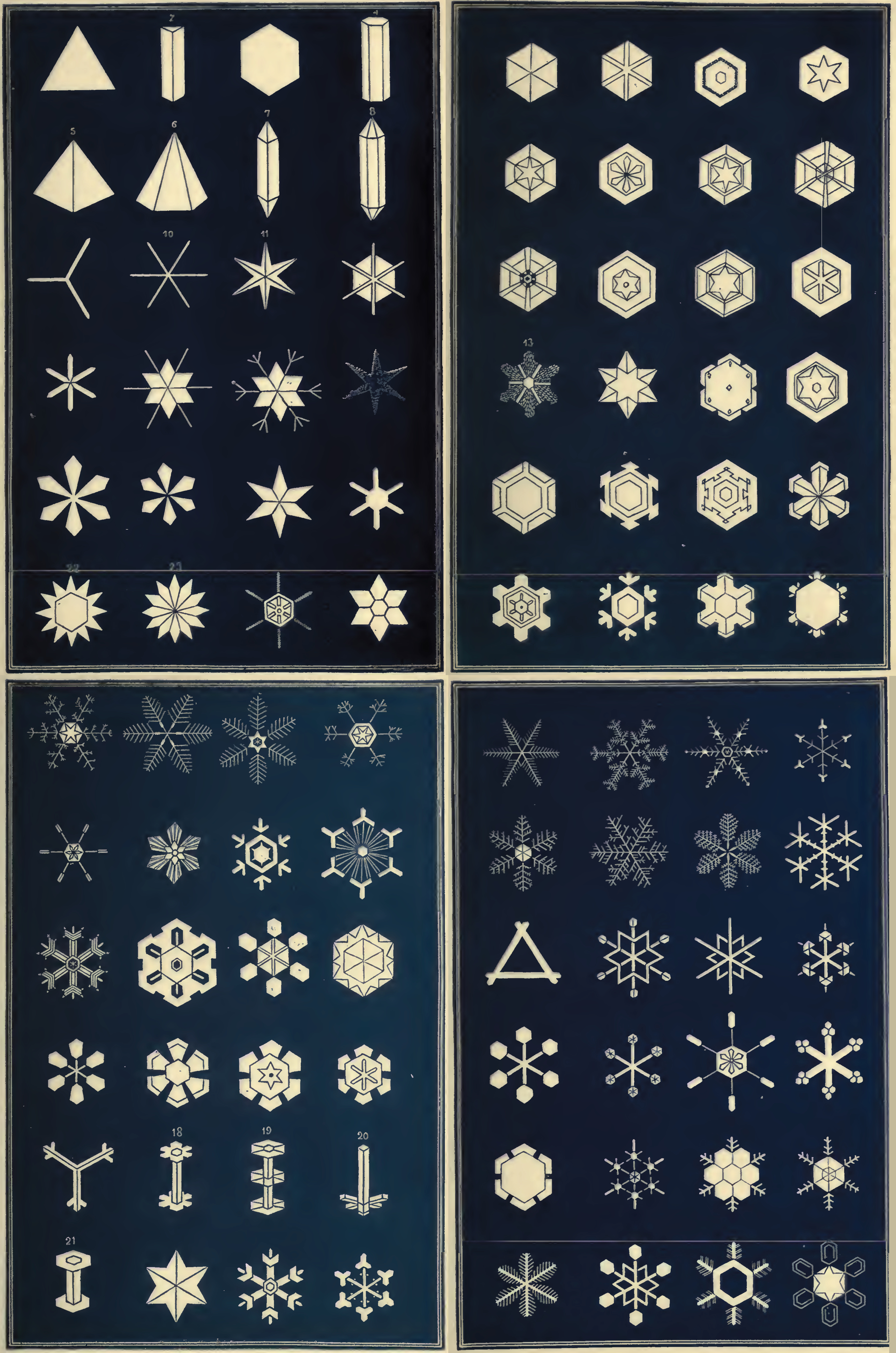
تصنيف قديم لندف الثلج ابتدعه العالم الأمريكي إسرائيل وارين.

تتنوع أشكال ندف الثلج إلى درجة أن أحد الأقوال المنتشرة يقول أنه: "ما من ندفتين كبعضهما"، ومن شبه المستحيل -بالفعل- أن تتكوَّن ندفتا ثلج متماثلتان بالطبيعة، ولو أن بعض التجارب المخبرية صنعت ندفاتٍ متقاربة جداً. وقد حاول بعض المصوّرين (من أولهم ويلسون بنتلي منذ عام 1885 فصاعداً) أن يكتشفوا ندفتين متماثلتين بتصوير آلاف الندفات مستعينين بالمجهر، وكان لهم الفضلُ بالتعرّف إلى شتى أشكال ندف الثلج المعروفة الآن. وبدأ الفيزيائي الياباني كيتشرو ناكايا بتصنيف هذه الندف بحسب أشكالها، إذ توصَّل إلى أن الشكل يتناسب مع الظروف المحيطة من درجة الحرارة والرطوبة.
والسبب الأهمّ في شكل الندفة هو درجة الحرارة، إذ إن حرارة -3 مئوية تُحفِّز تكوّن ندفات مُسطَّحة ورقيقة تشبه الألواح، وأما حرارة -8 مئوية فتتكوَّن فيها ندف على شكل إبرٍ أو أعمدة مجوّفة أو سُداسيَّات، وتعاود الألواح التكوّن في حرارة -22 مئوية، ولو أنها قد تتّخذ أشكالاً شجرية ومتشعّبة (طالع الجدول أعلاه). وحينما تنفخض الحرارة تحت -22 مئوية قد تتّخذ الندف شكلاً مسطَّحاً أو عمودياً، إذ إن الاختلاف يرجع إلى درجة الرطوبة المحيطة، إذ اكتشف الياباني ناكايا -كذلك- أن درجة الرطوبة تؤثّر على شكل الندفة. فحين تنخفض الرطوبة إلى ما دون الإشباع قد تتّخذ الندف أشكالاً صلبة ومكتنزة، وأما حينما ترتفع الرطوبة إلى ما فوق الإشباع فإن الندف تغدو هشّة ومُعقَّدة أو مُزيَّنة في أشكالها. وتتفاوت الأشكال -أيضاً- حسب تغيّر الظروف الجوية، فلو بدأت الندفة تكوّنها عمودياً في حرارة -5 مئوية، ثم دخلت نطاقاً هوائياً أدفأ (من النطاق الذي تتخف فيه الندف أشكالاً مسطَّحة)، فإن أطراف العمود سوف تتشعَّب إلى ألواحٍ أو فروعٍ شجريّة، فتتخذ شكل عمود له نهايتان مسطَّحتان (كما يظهر بالصورة في الجدول أدناه).

### قائمة أنواع الندف
يُبيِّن الجدول أدناه هذه الظروف والأشكال المتناسبة معها:
| درجة الحرارة                      | درجة الرطوبة المشبعة (غ/م3) | نوع الندفة تحت درجة الرطوبة المذكورة | صورة        | نوع الندفة فوق درجة الرطوبة المذكورة | صورة              |
| --------------------------------- | --------------------------- | ------------------------------------ | ----------- | ------------------------------------ | ----------------- |
| 0 °م (32 °ف) to −3.5 °م (26 °ف)   | 0.0 إلى 0.5                 | اللوحية الصلبة                       | ندفة لوحية  | اللوحية الرقيقة المتشعّبة أو الشجرية  | ندفة متشعّبة       |
| −3.5 °م (26 °ف) to −10 °م (14 °ف) | 0.5 إلى 1.2                 | السداسيات الصلبة السداسيات الجوفاء   | ندفة سداسية | السداسيات الجوفاء الإبر              | ندفة إبرة متقاطعة |
| −10 °م (14 °ف) to −22 °م (−8 °ف)  | 1.2 إلى 1.2                 | اللوحية الرقيقة اللوحية الصلبة       | ندفة لوحية  | اللوحية المقطعية المتشعّبة            | ندفة لوحية مقطعية |
| −22 °م (−8 °ف) to −40 °م (−40 °ف) | 0.0 إلى 0.4                 | اللوحية الرقيقة اللوحية الصلبة       | ندفة لوحية  | الأعمدة السداسيات                    | ندفة عمود مُغطَّى    |

### تصنيفات الندف
لندف الثلج تصنيفات عدّة، منها "التصنيف العالمي للثلج الموسمي الأرضي"، والذي يصف أشكال الندف بعد أن تتراكم على الأرض، بما في ذلك حجمها. وشكلها.وقد صنَّف الباحثان "ماغونو" و"لي" ندف الثلج بحسب شكلها إلى أكثر من 80 نوعاً، وقد تُقرَّب هذه الأنواع العديدة إلى الأشكال الأساسية الآتية:
- ندفة الإبرة: وهي على شكل إبرة أو خطّ، وقد تجتمع عدّة منها معاً في ندفة واحدة.
- ندفة العمود: وهي عمود سميكٌ، وقد تجتمع عدّة أعمدة منها معاً.
- الندفة اللوحية: وقد تكون ندفة عادية في لوح أو سطح واحد، وقد تكتسب امتداداتٍ وتفرّعات عدّة، فقد يكون لها 12 فرعاً أو عدد غير منتظم من الفروع أو غير ذلك.
- اندماج الندفة اللوحية والعمودية: وقد يكتسب فيه العمود لوحاً من كل جهة، وقد تكتسب شكل رصاصة (أي مخروط مُدبَّب) مع امتدادات عِدّة.
- ندفة عمودية بامتدادات لوحية: وقد تتكوَّن لها امتدادات تشبه الألواح والرصاصات والأعمدة.
- ندفة الصقيع: وهي تتكون من عدد لا يحصى من قطرات الماء المتجمدة.
- الندفة غير المنتظمة: وقد تكون أجزاءٍ منكسرة من ندف أخرى أو شظايا جليدٍ أو أشكالاً أخرى.

## استعمالها رمزًا

ندفة ثلج في شعار الألعاب الأولمبية الشتوية لعام 1968.

ندفة الثلج على شعار درع لوميجوكي

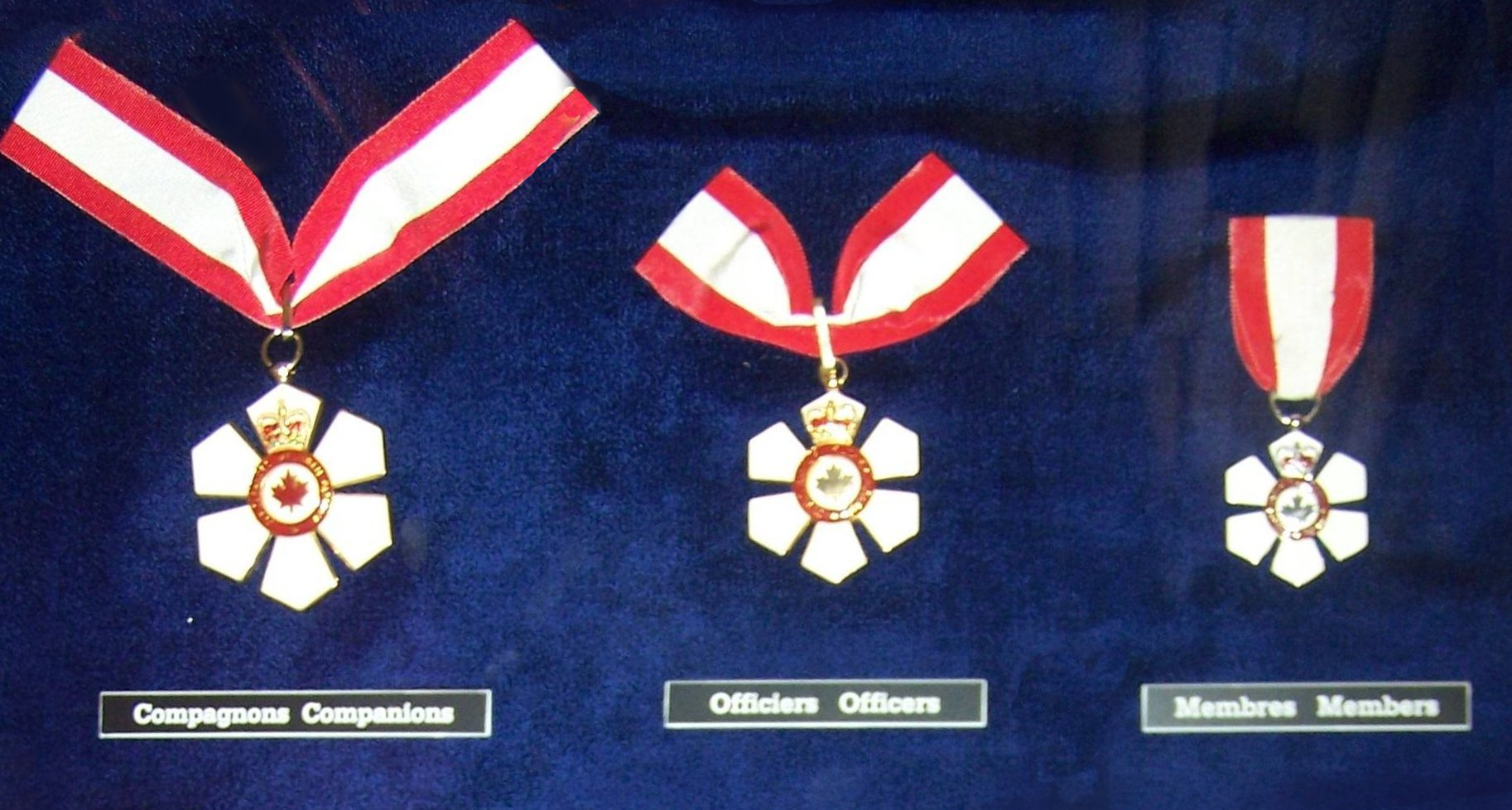
درجات وسام كندا الثلاثة، وهي (من اليمين إلى اليسار): "عضو" و"ضابط" و"رفيق".

كثيراً ما ترمز صورة ندفة الثلج إلى موسم عيد الميلاد في البلدان الغربية، وبالأخصّ في أوروبا والولايات المتحدة وكندا. إذ يحتفل المسيحيون في عيد الميلاد بتجسّد المسيح، والذي يؤمنون بأنه كفَّر عن خطايا الإنسانية، ولهذا أصبحت للندفة عند بعض المسيحيين رمزية تُمثِّل النقاء من الخطايا، ويرد ذكر الندف في سفر إشعيا حينما يوصف التجرّد من الخطايا أمام الله بأنه يرجع المرء "أبيض كالثَّلج" (إشعيا 1:18).
وترمز ندف الثلج ترمز إلى هطول الثلج في يوم أو ليلة عيد الميلاد، وهي مصادفةٌ شائعةٌ تُسمَّى "عيد الميلاد الأبيض"، وكثيراً يصنع الناس في هذه الفترات ندفاً ثلجية من الورق. وترمز ندفة الثلج -بالعموم- إلى الشتاء والطقس البارد. فعلى سبيل المثال، تُحفَرُ على إطارات السيارات المُخصَّصة للقيادة في الشتاء ندفة ثلج مع جبل. وقد استخدمت ندف الثلج في شعارات الألعاب الأولمبية الشتوية بمواسم عِدّة، منها سنة 1968 و1972 و1984 و1988 و1998 و2002. وتستخدم ندفة ثلج سداسية رمزاً لوسام كندا، وهو وسام شرف قومي يُمثِّل أصول وتراث الكنديّين من شمال كندا.
تكون ندفة الثلج [الإنجليزية] في الدِرعيات حمولة منمقة. تُوجد ثلاث ترميزاتٍ مختلفة لندفة الثلج ضمن الترميز الموحد: "ندفة الثلج" في U+2744 (❄)، "ندفة ثلج ضيقة ثلاثية الأوراق" في U+2745 (❅)، "ندفة ثلج ثقيلة على شكل شيفرون" في U+2746 (❆).

## معرض
مجموعةٌ مختارةٌ من الصور التي التقطها ويلسون بنتلي (1865-1931):

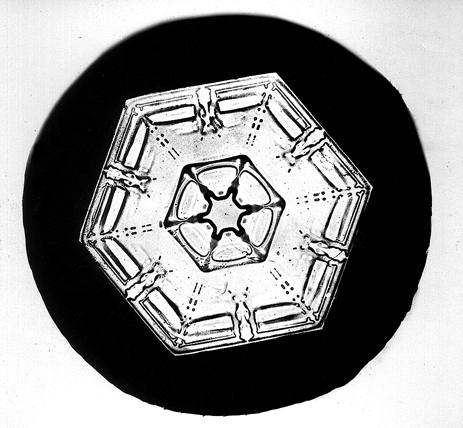
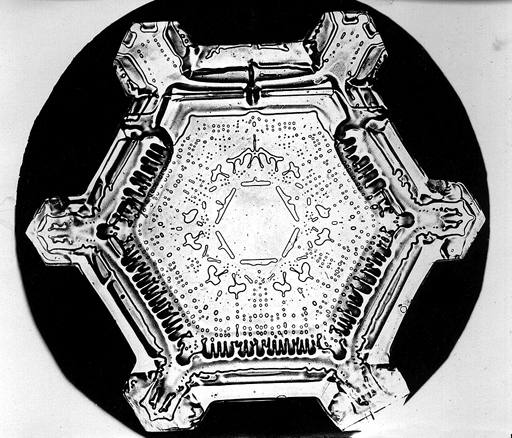
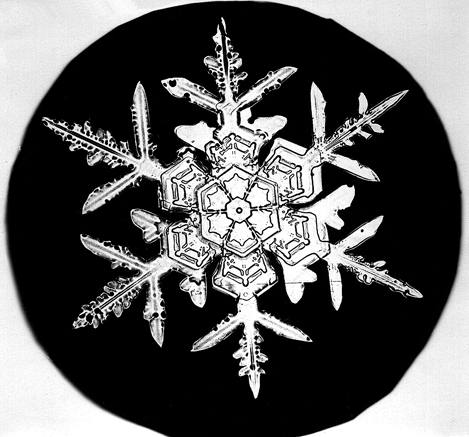
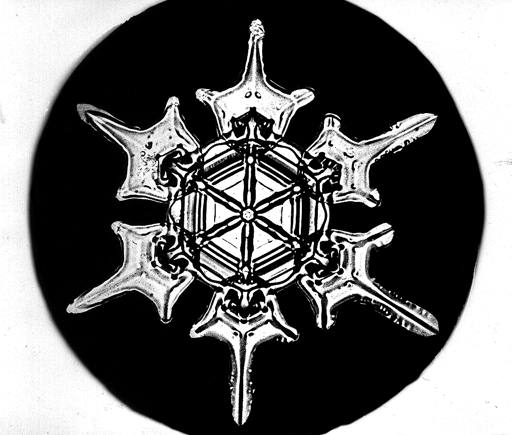
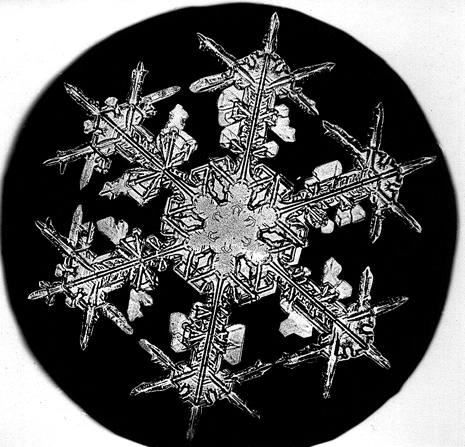
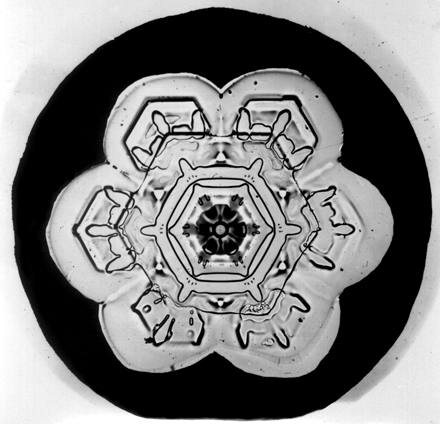
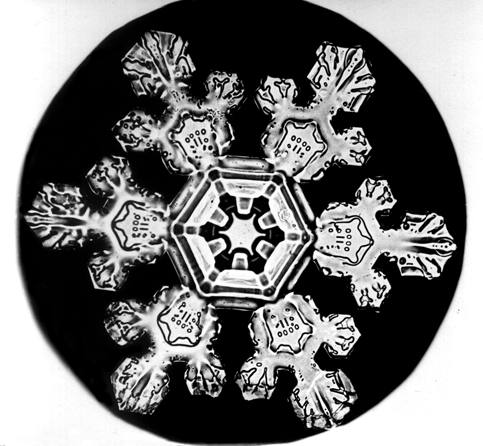
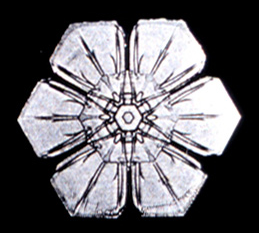
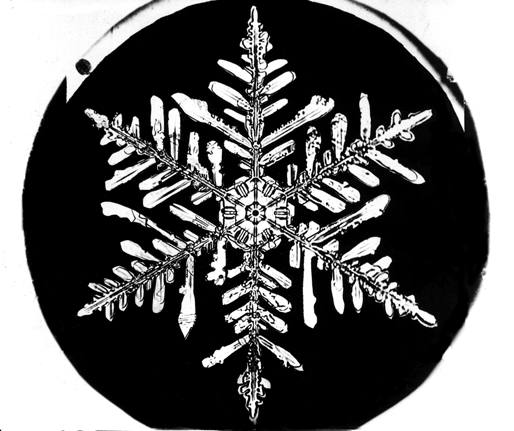
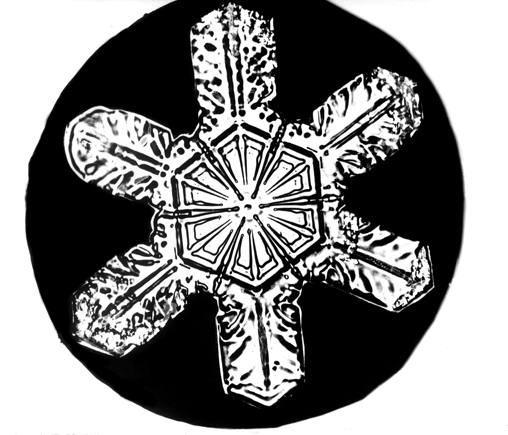
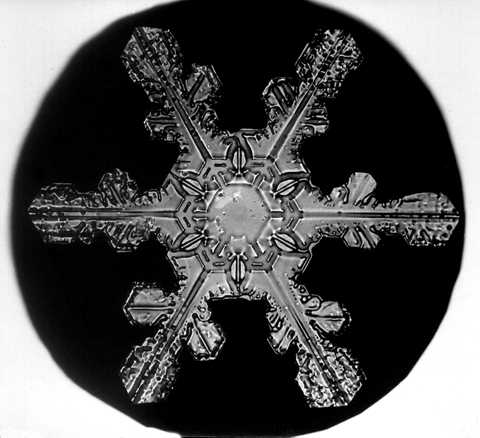
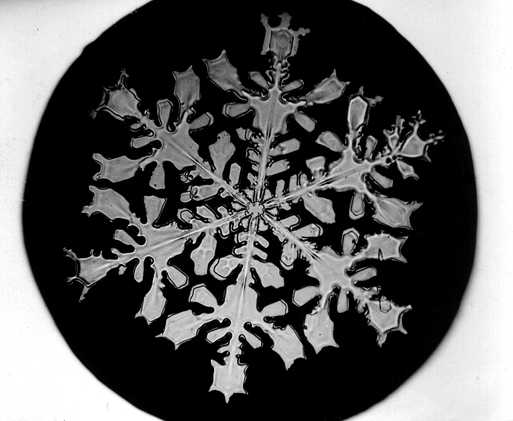

## الهوامش
- «1»: نُدْفَة الثّلْج[ar 1] أو نُدْفَة ثلجيَّة[ar 2] أو زَهْرَة الثلج[ar 3] أو الكِسْفة الثّلجيّة (بالإنجليزية: Snowflake)‏، حيث يُعرفها «المورد الحديث» على أنها «قُشَيرة أو رُقاقة من ثلج متساقط».[ar 4]

### باللغة الإنجليزية
1. ↑  Knight, C.; Knight, N. (1973). Snow crystals. Scientific American, vol. 228, no. 1, pp. 100–107.
2. ↑  Hobbs, P.V. 1974. Ice Physics. Oxford: Clarendon Press.
3. 1 2  Broad، William J. (20 مارس 2007). "Giant Snowflakes as Big as Frisbees? Could Be". نيويورك تايمز. مؤرشف من الأصل في 2011-11-04. اطلع عليه بتاريخ 2009-07-12.
4. 1 2  Lawson، Jennifer E. (2001). "Chapter 5: The Colors of Light". Hands-on Science: Light, Physical Science (matter). Portage & Main Press. ص. 39. ISBN:978-1-894110-63-1. مؤرشف من الأصل في 2014-01-01. اطلع عليه بتاريخ 2009-06-28.
5. ↑  Christner، Brent Q.؛ Morris، Cindy E.؛ Foreman، Christine M.؛ Cai، Rongman & Sands، David C. (2007). "Ubiquity of Biological Ice Nucleators in Snowfall". ساينس. ج. 319 ع. 5867: 1214. Bibcode:2008Sci...319.1214C. CiteSeerX:10.1.1.395.4918. DOI:10.1126/science.1149757. PMID:18309078. S2CID:39398426.
6. ↑  "Meteorology Glossary: Cloud seeding". American Meteorological Society. 26 يناير 2012. مؤرشف من الأصل في 2015-12-22. اطلع عليه بتاريخ 2016-01-05.
7. ↑  Basil John Mason (1971). Physics of Clouds. Clarendon. ISBN:978-0-19-851603-3.
8. 1 2 3 4  M. Klesius (2007). "The Mystery of Snowflakes". ناشونال جيوغرافيك (مجلة). ج. 211 ع. 1: 20. ISSN:0027-9358.
9. ↑  Libbrecht، Kenneth G. (11 سبتمبر 2006). "Guide to Snowflakes". معهد كاليفورنيا للتقنية. مؤرشف من الأصل في 2009-07-10. اطلع عليه بتاريخ 2009-06-28.
10. 1 2  John Roach (13 فبراير 2007). ""No Two Snowflakes the Same" Likely True, Research Reveals". منظمة ناشيونال جيوغرافيك. مؤرشف من الأصل في 2010-01-09. اطلع عليه بتاريخ 2009-07-14.
11. ↑  Libbrecht، Kenneth (Winter 2004–2005). "Snowflake Science" (PDF). American Educator. مؤرشف (PDF) من الأصل في 2010-09-17. اطلع عليه بتاريخ 2010-10-19.
12. ↑  Olsen، Erik (16 فبراير 2018). "Meet the scientist who makes identical snowflakes". Quartz. مؤرشف من الأصل في 2023-02-28. اطلع عليه بتاريخ 2018-02-16.
13. ↑  Nelson، Jon (15 مارس 2011). "The Six-fold Nature of Snow". The Story of Snow. مؤرشف من الأصل في 2017-12-09.
14. ↑  Nelson، Jon (17 مارس 2005). "Branch Growth and Sidebranching in Snow Crystals" (PDF). Story of Snow. مؤرشف (PDF) من الأصل في 2015-01-05.
15. ↑  Bohannon، John (10 أبريل 2013). "ScienceShot: The True Shape of Snowflakes". ScienceNOW. الجمعية الأمريكية لتقدم العلوم. مؤرشف من الأصل في 2016-10-29. اطلع عليه بتاريخ 2016-01-05.
16. ↑  Smalley، I.J. (1963). "Symmetry of Snow Crystals". نيتشر (مجلة). ج. 198 ع. 4885: 1080–1081. Bibcode:1963Natur.198.1080S. DOI:10.1038/1981080b0. S2CID:4186179.
17. ↑  Warren، Israel Perkins (1863). Snowflakes: a chapter from the book of nature. Boston: American Tract Society. ص. 164. اطلع عليه بتاريخ 2016-11-25.
18. ↑  Kenneth G. Libbrecht. "Identical-Twin Snowflakes". مؤرشف من الأصل في 2022-12-24.
19. ↑  Jon Nelson (26 سبتمبر 2008). "Origin of diversity in falling snow" (PDF). Atmospheric Chemistry and Physics. ج. 8 ع. 18: 5669–5682. Bibcode:2008ACP.....8.5669N. DOI:10.5194/acp-8-5669-2008. مؤرشف (PDF) من الأصل في 2011-11-20. اطلع عليه بتاريخ 2011-08-30.
20. ↑  Libbrecht، Kenneth (Winter 2004–2005). "Snowflake Science" (PDF). American Educator. مؤرشف من الأصل (PDF) في 2008-11-28. اطلع عليه بتاريخ 2009-07-14.
21. ↑  Bishop، Michael P.؛ Björnsson، Helgi؛ Haeberli، Wilfried؛ Oerlemans، Johannes؛ Shroder، John F.؛ Tranter، Martyn (2011). Singh، Vijay P.؛ Singh، Pratap؛ Haritashya، Umesh K. (المحررون). Encyclopedia of Snow, Ice and Glaciers. Springer Science & Business Media. ص. 1253. ISBN:978-90-481-2641-5. مؤرشف من الأصل في 2024-10-05.
22. ↑  Matthew Bailey؛ John Hallett (2004). "Growth rates and habits of ice crystals between −20 and −70C". Journal of the Atmospheric Sciences. ج. 61 ع. 5: 514–544. Bibcode:2004JAtS...61..514B. DOI:10.1175/1520-0469(2004)061<0514:GRAHOI>2.0.CO;2.
23. ↑  Kenneth G. Libbrecht (23 أكتوبر 2006). "A Snowflake Primer". California Institute of Technology. مؤرشف من الأصل في 2009-07-10. اطلع عليه بتاريخ 2009-06-28.
24. ↑  Kenneth G. Libbrecht (يناير–فبراير 2007). "The Formation of Snow Crystals". American Scientist. ج. 95 ع. 1: 52–59. DOI:10.1511/2007.63.52.
25. 1 2 3 4  "الثلج | أنواع بلورات الثلج | ما فائدة الثلج وهل يمكن صناعته؟". Twinkl. مؤرشف من الأصل في 2023-02-27. اطلع عليه بتاريخ 2022-04-17.
26. ↑  Fierz، C.؛ Armstrong، R.L.؛ Durand، Y.؛ Etchevers، P.؛ Greene، E.؛ وآخرون (2009)، The International Classification for Seasonal Snow on the Ground (PDF)، IHP-VII Technical Documents in Hydrology، Paris: UNESCO، ج. 83، ص. 80، مؤرشف (PDF) من الأصل في 2016-09-29، اطلع عليه بتاريخ 2016-11-25
27. ↑  Magono, Choji; Lee, Chung Woo (1966). "Meteorological Classification of Natural Snow Crystals". Journal of the Faculty of Science. 7 (بالإنجليزية) (Geophysics ed.). Hokkaido. 3 (4): 321–335. hdl:2115/8672.
28. ↑  Wallach, Jennifer Jensen; Swindall, Lindsey R.; Wise, Michael D. (12 Feb 2016). The Routledge History of American Foodways (بالإنجليزية). Routledge. p. 223. ISBN:978-1-317-97522-9.
29. 1 2 3  Mosteller, Angie (2008). Christmas (بالإنجليزية). Itasca Books. pp. 147. ISBN:978-1-60791-008-4.
30. ↑  for detailed instructions see for example this page نسخة محفوظة 2012-01-08 على موقع واي باك مشين.
31. ↑  Other instructions and pictures of paper snowflakes نسخة محفوظة 2013-02-08 على موقع واي باك مشين.
32. ↑  Gilles، Tim (2004). Automotive chassis. Cengage Learning. ص. 271. ISBN:978-1-4018-5630-4. مؤرشف من الأصل في 2024-12-11.
33. ↑  "More About Sapporo 1972: The Emblem". اللجنة الأولمبية الدولية. مؤرشف من الأصل في 2016-02-09. اطلع عليه بتاريخ 2016-01-05.
34. ↑  "Olympic Games Salt Lake City 2002 – The emblem". International Olympic Committee. 2009. مؤرشف من الأصل في 2009-03-25. اطلع عليه بتاريخ 2009-07-15.
35. ↑  "Canadian Honours > Order of Canada > Levels and Insignia". The Governor General of Canada. 2002. مؤرشف من الأصل في 2022-09-22. اطلع عليه بتاريخ 2022-04-16.

### باللغة العربيَّة
1. ↑  حسب:
  - البعلبكي، منير؛ البعلبكي، روحي (1996). المعجم العربي الأساسي. دار العلم للملايين. ص. 542. ISBN:9789953902319. مؤرشف من الأصل في 2022-04-29. اطلع عليه بتاريخ 2022-04-29.
  - القاموس. دار الكتب العلمية. 2011. ص. 911. ISBN:9782745138323. مؤرشف من الأصل في 2022-04-29. اطلع عليه بتاريخ 2022-04-29.
  - إلياس، إلياس أنطوان. القاموس العصري. شركة دار إلياس العصرية. ص. 358. اطلع عليه بتاريخ 2022-04-29.
2. ↑  أحمد شفيق الخطيب (1991)، معجم المصطلحات العلمية والفنية والهندسية: إنكليزي - عربي موضح بالرسوم (بالعربية والإنجليزية) (ط. 6)، بيروت: مكتبة لبنان ناشرون، ص. 399، OCLC:4770179648، QID:Q113378929
3. ↑  إلياس، إدوار إلياس (1978). قاموس إلياس الجامعي. شركة دار إلياس العصرية. ISBN:9789778523003. مؤرشف من الأصل في 2022-04-29. اطلع عليه بتاريخ 2022-04-29.
4. ↑  منير البعلبكي؛ رمزي البعلبكي (2008). المورد الحديث: قاموس إنكليزي عربي (بالعربية والإنجليزية) (ط. 1). بيروت: دار العلم للملايين. ص. 1103. ISBN:978-9953-63-541-5. OCLC:405515532. OL:50197876M. QID:Q112315598.